# Hệ thống tài khoản quốc gia
Tài khoản quốc gia hay hệ thống tài khoản quốc gia là hệ thống tài khoản kế toán phục vụ cho việc đo lường các hoạt động tài chính của một nước hay thu nhập quốc dân, dựa trên phương pháp ghi sổ kép. Hệ thống tài khoản quốc gia cân đối phần Nợ và phần Có của một tài khoản, dù chúng ghi chép 2 khái niệm khác nhau của một tài khoản, chẳng hạn như quá trình sản xuất và lợi nhuận kiếm được từ nó. Dưới dạng một phương pháp luận, nó còn được biết đến với tên gọi kế toán quốc gia hoặc thông thường là kế toán xã hội. Hiểu theo một cách khác, đây là các hệ thống được hình thành từ các tài khoản quốc gia, phân biệt với dữ liệu kinh tế có liên quan tới những hệ thống ấy. Hệ thống tài khoản quốc gia có nhiều điểm chung với kế toán kinh doanh, ngoài ra còn được dựa trên các khái niệm về kinh tế. Một khái niệm lý thuyết miêu tả toàn bộ các giao dịch diễn ra trong một nền kinh tế được gọi là ma trận hạch toán xã hội với mỗi tài khoản mang một giá trị theo hàng cột tương ứng.
Hệ thống tài khoản kế toán quốc gia được phát triển đồng thời với kinh tế vĩ mô từ những năm 30s, gắn liền tổng cầu với tổng sản lượng qua sự giao thoa của các tiêu chí tiêu thụ hay đầu tư. Dữ liệu kinh tế từ các tài khoản quốc gia cũng được sử dụng trong nghiên cứu thực nghiệm sự phát triển và tăng trưởng kinh tế.

## Phạm vi
Hệ thống các tài khoản quốc gia phản ánh quá trình sản xuất, quá trình tạo thu nhập, phân phối lần đầu và phân phối lại thu nhập, sử dụng thu nhập cho mục đích tiêu dùng, để dành và tích luỹ, quá trình hình thành các nguồn vốn và hình thức huy động vốn, tổng giá trị tài sản cố định, tài sản tài chính.... của từng chủ thể kinh tế như hộ gia đình, các tập đoàn và chính phủ. Hệ thống này còn phân tích lưu lượng (được ghi lại qua một khoảng thời gian) và trữ lượng (ghi lại thời điểm kết thúc), đảm bảo rằng lưu lượng tương ứng với trữ lượng. Về lưu lượng, hệ thống thu nhập quốc dân và kế toán sản xuất (NIPA- theo thuật ngữ Hoa Kỳ) cung cấp phán đoán về giá trị tổng thu nhập và lợi nhuận theo năm hoặc quý, bao gồm GDP. Về trữ lượng, các tài khoản vốn áp dụng phương pháp bảng cân đối kế toán, với nguồn tải sản (bao gồm đất cát, dung lượng vốn và các tài sản tài chính) ở một bên, còn tổng khoản nợ và giá trị tài sản ròng ở bên còn lại, được ghi lại vào cuối kì kế toán. Các tài khoản quốc gia cũng đo lường những thay đổi trong giá trị tài sản, tổng các món nợ và tài sản ròng qua mỗi kỳ kế toán. Những loại hình này còn được biết đến là các tài khoản dòng tiền hoặc tài khoản vốn.
Có một khối lượng lớn những công cụ đo lường tổng hợp trong hệ thống tài khoản quốc gia, nổi bật nhất là GDP, tổng sản phẩm quốc nội, một trong những thước đo được sử dụng nhiều nhất trong việc tổng gộp các hoạt động kinh tế. Ta có thể phân tách GDP thành từng thành phần như thu nhập hoặc tiêu thụ. Sự đo lường những yếu tố này là một ví dụ về dữ liệu kinh tế vi mô. Những phép đo tổng gộp như vậy thường được các nhà hoạch định kinh tế lưu tâm nhiều nhất, mặc dù các tài khoản quốc gia có thể là nguồn thông tin chi tiết cho phân tích tài chính.
Các tài khoản quốc gia có thể được trình bày qua giá trị thật hoặc giá trị danh nghĩa, với giá trị thật được điều chỉnh để ngăn chặn ảnh hưởng từ biến động giá cả. Chỉ số giá tương ứng có thể bắt nguồn từ sản lượng quốc dân. Mức độ thay đổi giá cả và sản lượng quốc dân được quan tâm. Tỷ lệ lạm phát (tỷ lệ tăng trưởng của mức giá) có thể được sử dụng trong tính toán tổng sản lượng quốc dân và các bộ phận tiêu thụ. Tỷ lệ tăng trưởng kinh tế (thường là tỷ lệ tăng trưởng GDP) thường được đo theo giá cố định. Dữ liệu tăng trưởng kinh tế từ các tài khoản quốc gia có thể được sử dụng trong tính toán tăng trưởng sau một thời gian dài, giúp cho một quốc gia có thể ước lượng những mặt đang phát triển, do yếu tố sản xuất hay những tiến bộ trong công nghệ.
Các tài khoản kế toán xuất phát từ nguồn dữ liệu thống kê bao gồm các bài khảo sát, dữ liệu hành chính và kiểm kê, và dữ liệu quy định chung, đều được hoà trộn với nhau trong khung khái niệm. Chúng thường được tổng hợp bởi các cục thống kê hoặc/và ngân hàng trung ương, tuy nhiên không phải trong mọi trường hợp, và được công bố theo năm hoặc theo quý. Những vấn đề thường gặp bao gồm sai sót do khác biệt giữa cơ sở phương pháp kinh tế và phương pháp kế toán, thiếu những cuộc thực nghiệm và test lại chất lượng của dữ liệu từ đa dạng các nguồn khác nhau. Một số trục trặc về phép đo các nguồn tài sản vô hình cũng như lo ngại về dịch vụ ngân hàng và các bộ phận tài chính cũng gây nhiều nhức nhối.
Hai sự bước tiến liên quan đến tài khoản ngân hàng kể từ thập niên 80s bao gồm phương pháp kế toán dựa trên thế hệ và kế toán xanh. Kế toán dựa trên thế hệ là phương pháp đo lường gánh nặng tài chính mà các thế hệ hiện tại và tương lai phải đối mặt, từ bảo hiểm xã hội và bảo hiểm y tế. Nó đã được áp dụng nhằm khuyến khích áp dụng chính sách tài khoá thay cho biện pháp kích cầu ngân sách. Kế toán xanh là phương pháp định giá các tài nguyên môi trường, thứ thông thường không được tính vào tài sản quốc gia, một phần vì việc định giá một tài nguyên thiên nhiên là khá khó khăn. Đây là sự thay thế cho việc nhận định giá trị tài nguyên môi trường chỉ ở mức 0, và là một cách để tham gia ngăn cản sự phá hoại môi trường.
Dữ liệu kinh tế vi mô không xuất phát từ hệ thống tài khoản quốc gia cũng nhận được sự quan tâm, ví dụ như chỉ số chi phí sinh hoạt, tỷ lệ thất nghiệp, và tỷ lệ tham gia thị trường lao động. Trong vài trường hợp, hệ thống tài khoản quốc gia sẽ cho ra một bản đối chiếu số liệu, ví dụ như chỉ số giá lấy từ tiêu thụ cá nhân và lỗ hổng GDP (chênh lệch giữa GDP đo được và GDP tiềm năng)

## Những yếu tố chính
Cách trình bày những số liệu cung cấp từ hệ thống tài khoản quốc gia ở mỗi quốc gia khác nhau sẽ có sự khác nhau (thông thường thì những phép đo tổng gộp được chú trọng nhiều hơn cả), tuy nhiên các loại tài khoản quốc gia chính phục vụ cho một nền kinh tế cùng các chủ thể bên trong nó thông thường bao gồm:
- Các tài khoản vãng lai:

Tài khoản sản xuất: ghi lại giá trị sản lượng trong nước cùng nguồn tài sản và dịch vụ được sử dụng để tạo   ra sản lượng đó. Mục cân đối của tài khoản là Giá trị gia tăng, bằng với GDP khi để tính cho toàn bộ nền kinh tế theo giá thị trường và theo tổng thu nhập.
Tài khoản thu nhập: cho thấy dòng thu nhập chính và phụ - cả thu nhập được tạo ra trong sản xuất (ví dụ tiền lương) và dòng thu nhập phân phối (chủ yếu là hiệu ứng phân phối của thuế chính phủ và các khoản thanh toán xã hội). Mục cân đối của tài khoản là Thu nhập sau thuế ("Thu nhập quốc dân" khi đo toàn bộ nền kinh tế).
Tài khoản chi tiêu: cho thấy thu nhập sau thuế được sử dụng hoặc tiết kiệm như thế nào. Mục cân bằng của các tài khoản này là Tiết Kiệm.
- Các tài khoản vốn: ghi nhận sự tích lũy ròng, là kết quả của các giao dịch, các tài sản phi tài chính; và các khoản tài trợ bằng cách tiết kiệm và chuyển vốn của sự tích lũy. Cho vay ròng / mượn ròng là khoản mục cân bằng cho các tài khoản này.
- Tài khoản tài chính: cho thấy việc mua tài sản tài chính và sự phát sinh của nợ phải trả. Số dư trên các tài khoản này là sự thay đổi ròng về vị trí tài chính.
- Bảng cân đối: ghi lại số lượng tài sản, cả tài chính và phi tài chính và nợ phải trả tại một thời điểm cụ thể. Giá trị ròng là số dư từ bảng cân đối kế toán (Liên Hợp Quốc, 1993).

Đáng chú ý, lao động không được chi trả, một yếu tố không được nhắc đến ở bên trên, bởi giá trị của nó không được đưa vào bất kì loại tài khoản nào bên trên, giống như cách nó không được đưa vào phần tính toán tổng sản phẩm quốc nội (GDP). Một nghiên cứu ở Úc cho thấy giá trị của phần lao động không được liệt kê chiếm xấp xỉ 50% GDP, khiến cho sự loại trừ yếu tố này trở nên đáng chú ý. Bởi GDP gắn liền với hệ thống tài khoản quốc gia, nên vấn đề này có thể dẫn tới một cái nhìn lệch lạc về hệ thống. Một vài nhà phân tích đã lên tiếng ủng hộ cho một sự thay đổi trong kết cấu hệ thống hoặc điều chỉnh trong thành lập chính sách công.

## Lịch sử
Việc phát triển hệ thống tài khoản quốc gia và thước đo tỷ lệ việc làm vốn xuất phát từ nhu cầu tạo ra các phép đo lường tổng hợp hoạt động kinh tế có độ chính xác cao. Sự phát triển này càng trở nên cấp thiết dưới tác động của Cuộc Đại Suy Thoái và đã trở thành nền tảng cho chính sách cân bằng và chiến lược kinh tế thời chiến của hệ thống lý luận kinh tế vĩ mô Keynes. Những nỗ lực đầu tiên nhằm triển khai các biện pháp trên khởi phát vào cuối thập niên 20s tới thập niên 30s, tiêu biểu là Colin Clark and Simon Kuznets. Richard Stone tại vương quốc Anh đã có những đóng góp nhất định trong Thế chiến thứ 2 và sau này. Hệ thống tài khoản quốc gia chính thức đầu tiên được áp dụng bởi Hoa Kỳ vào năm 1947. Nhiều nước Châu  u cũng đã làm điều tương tự sau đó, và Liên Hiệp Quốc đã ban hành tư liệu "A System of National Accounts and Supporting Tables" vào năm 1952. Tiêu chuẩn toàn cầu về hệ thống tài khoản quốc gia được định rõ trong hệ thống tài khoản quốc gia Liên Hiệp Quốc, xuất bản lần cuối vào năm 2008.
Trước đó vào những năm đầu thập niên 20s, thậm chí đã xuất hiện một số hệ thống kế toán kinh tế quốc gia. Một trong số những hệ thống ấy được gọi là Cán cân kinh tế quốc dân sử dụng ở Liên Xô và cái quốc gia xã hội chủ nghĩa khác để đo lường hiệu quả sản xuất dưới chế độ chủ nghĩa xã hội.
Tại châu  u, hệ thống tài khoản quốc gia toàn cầu đã được tích hợp vào hệ thống tài khoản châu  u được áp dụng bởi các thành viên Liên minh EU và những quốc gia châu Âu khác.
Những nghiên cứu về nguòn gốc hình thành tài khoản quốc gia vẫn đang được tiếp diễn cho tới tận ngày nay.